# 社會的威脅
《社會的威脅》（英語：Menace II Society）是一部1993年美國青春劇情片，由休斯兄弟執導，這也是他們的導演處女作。故事以洛杉磯瓦茲和克倫蕭街區為背景，講述了凱恩·勞森（泰林·透納飾演）和他的親密朋友的生活。電影1993年5月26日在美國上映，以其暴力、歧視和毒品相關內容而聞名，並因導演的執導技巧、現實情況的描述以及特納、潔達·蘋姬和勞倫斯·泰德的演出而廣受好評。

## 演員
- 泰林·透納飾演凱恩·勞森
  - 布蘭登·哈蒙德飾演5歲的凱恩
- 潔達·蘋姬飾演蘿妮
- 勞倫斯·泰德飾演凱文·「歐狗」·安德森
- MC Eiht飾演A蠟
- 葛連·普魯曼飾演詹姆斯·「佩內爾」·理查茲
- 克里夫頓·鮑威爾飾演喬西
- 比爾·杜克飾演警探
- 查爾斯·S·達頓飾演巴特勒先生
- 矮子樂飾演盧-洛克
- 坎蒂·亚历山大飾演凱倫·勞森
- 山繆·傑克森飾演塔特·勞森

## 外部連結
- 互联网电影数据库（IMDb）上《社會的威脅》的资料（英文）
- AllMovie上《社會的威脅》的资料（英文）
- 爛番茄上《社會的威脅》的資料（英文）
- Metacritic上《社會的威脅》的資料（英文）
- Box Office Mojo上《社會的威脅》的資料（英文）